# Nereis augeneri
Nereis augeneri är en ringmaskart som beskrevs av Gravier och Dantan 1934. Nereis augeneri ingår i släktet Nereis och familjen Nereididae. Inga underarter finns listade i Catalogue of Life.